# Husumer Mühlenau
Die Husumer Mühlenau (oder einfach Mühlenau) ist ein Fluss, der im Bereich des Walds Ohlingslust im Ostteil der Gemeinde Wester-Ohrstedt entspringt und im Bereich vom Nordfriesischen Wattenmeer vor Husum als Husumer Au in das Tief der Hever mündet.
Die Husumer Mühlenau gehört zur Flussgebietseinheit Eider.
Zwischen Rosendahl und Mildstedt gibt es einen Natur-Erlebnis-Raum mit einem Spielplatz und einem Picknickplatz. Wege verlaufen an der Au nach Rosendahl, durch den Wald und zu einer Straße im Osten des Waldes.
In Husum unterquert die Au bei
54° 28′ 35″ N, 9° 5′ 3″ O
die Husumer Umgehungsstraße und verläuft dann durch das Stadtgebiet zum sogenannten „Binnenhafen“. Dieser ist kein Hafen der Binnenschifffahrt, sondern der innere und ältere Teil des Husumer Seehafens, sein Ausgang die Mündung des Fließgewässers in die Nordsee.